# Eucera pomona
Eucera pomona är en biart som beskrevs av Nurse 1904. Eucera pomona ingår i släktet långhornsbin, och familjen långtungebin. Inga underarter finns listade i Catalogue of Life.